# Козма Индикоплевст
Козма Индикоплевст (на гръцки: Κοσμᾶς Ἰνδικοπλεύστης или бук. Козма, който плава до Индия, на латински: Cosmas Indicopleustes, на старобългарски: Козма Индикопловъ) е византийски търговец, пътешественик и географ от VI век, родом от Египет. По време на управлението на император Юстиниан I Козма Индикоплевст прави няколко дълги пътувания като търговец, стигайки до Индия, а по-късно се замонашва и съставя голям богословско-космологичен трактат под наслов „Християнска топография“ (на гръцки: Χριστιανική τοπογραφία), в който се съдържат няколко от най-старите и най-известни географски карти. Съчинението му, което отхвърля езическите представи за сферичната форма на земята, по-късно е преведно на старобългарски език и придобива широка популярност сред южните и източните славяни, за които дълго време то остава основен източник на космографски познания.

## Живот и творчество
Сведенията за живота на Козма Индикоплевст са изключително оскъдни – известно е, че той е бил родом от Александрия в Египет и по времето на Юстиниан I предприема дълги пътувания като търговец по черноморското крайбрежие, Източна Африка, Арабия, стигайки чак до остров Цейлон. По-късно заболял и се оттеглил в манастир на Синайската планина, където приел монашество. Там през 547 – 548 г. съставил обширно произведение, което озаглавил Християнска топография. Съчининето му представлява опит за критика на Птолемеевото учение за вселената и за тълкувание на Християнското писание по въпросите на физическата астрономия. Изхождайки от ученията на Мойсей и писанията на някои християнски отци, Козма Индикоплевст се опитва да докаже, че представите на езическите мислители за сферичната форма на земята и небето са били погрешни и че Мойсеевата скиния представлява точен модел на вселената – плоска, с правоогълна форма и със Земята, разположена в нейния център. „Топографията“ на Индикоплевст съдържа още пътни записки, познания по естествени науки и богословски разсъждения.
Поради привлекателния научно-белетристичен стил на текста съчинението придобило широко разпространение сред славяните, като най-ранният му превод на славянски език е направен най-вероятно на старобългарски език по времето на цар Симеон I. По-късно се появили преводи и преписи и на други слявянски езици, от които днес са запазени около 90 на брой, най-вече на руски език.

### Цитирана литература
- Козма Индикоплевст. – Гръцки извори за българската история, Т. I. София: БАН, 1954, http://www.promacedonia.org/gibi/1/index.html
- Илиев, Иван И. (2014). Козма Индикоплевст. – Scripta Bulgarica: дигитална библиотека за старобългарска книжнина, http://scripta-bulgarica.eu/bg/content/kozma-indikoplevst, посетен на 18 декември 2024
- Yule, Henry (2005). Cathay and the Way Thither. Asian Educational Services, ISBN 978-81-206-1966-1, https://books.google.com/books?id=SAqgAb41ifIC&pg=PA212
- Miller, Hugh (1857). The Testimony of the Rocks. Boston: Gould and Lincoln, https://archive.org/details/testimonyrockso03millgoog